# Чинджа-де-Ботті
Чинджа-де-Ботті (італ. Cingia de' Botti) — муніципалітет в Італії, у регіоні Ломбардія,  провінція Кремона.
Чинджа-де-Ботті розташована на відстані близько 400 км на північний захід від Рима, 100 км на південний схід від Мілана, 21 км на схід від Кремони.
Населення — 1295 осіб (2014).

## Демографія
Населення за роками:

Станом на 1 січня 2023 року в муніципалітеті офіційно проживали 142 іноземці з 12 країн, серед них 35 громадян країн Євросоюзу та 1 громадянин України.

## Сусідні муніципалітети
- Ка-д'Андреа
- Челла-Даті
- Деровере
- Мотта-Балуффі
- Сан-Мартіно-дель-Лаго
- Скандолара-Равара